# Камень (Злынковский район)
Камень — бывшее село в Злынковском районе Брянской области. 
 Располагалось в 7 км к западу от Злынки, в 1 км от границы с Белоруссией. 

## История
Упоминается с XVIII века как деревня в составе Речи Посполитой; с 1772 года вошло в Российскую империю (Могилёвская губерния).
До 1924 года в Белицком (Гомельском) уезде (с 1861 года — в составе Кормянской волости, с 1923 в Добрушской волости); в 1924—1929 гг. — в Злынковской волости Новозыбковского уезда. До начала XX века — деревня в приходе села Хорошевка; к 1920-м гг. — село с храмом (не сохранился).
В 1929—1939 гг. — в Новозыбковском районе, затем в Злынковском, при временном упразднении которого (1959—1988) — вновь в Новозыбковском. С 1919 по 1954 год являлось центром Каменского сельсовета; позднее в Добродеевском сельсовете.
Отселено после аварии на Чернобыльской АЭС, исключено из учётных данных в 2000 году.
| Годы      | 1897 | 1909 | 1926 | 1979 | 1989 | 1999 |
| --------- | ---- | ---- | ---- | ---- | ---- | ---- |
| Население | 796  | 921  | 726  | 294  | 168  | 1    |